# Cosima Bellersen Quirini
Cosima Bellersen Quirini (geboren 1960 in Freiburg im Breisgau) ist eine deutsche Schriftstellerin und Kinderbuchautorin. Sie lebt und arbeitet in Celle in Niedersachsen.

## Leben
Cosima Bellersen Quirini wuchs in Singen (Hohentwiel) nahe dem Bodensee auf. 1987 zog sie nach Celle. Über den epubli-Verlag veröffentlichte sie Kinderbücher mit Titeln wie das von Rainer Demattio illustrierte Resi Runkelrübe hat einen kleinen Bruder bekommen.
Die gelernte Kulturhistorikerin beschäftigte sich vielfach mit „Selbermachen“-Themen in Haushalt und Haushaltsführung und publizierte beispielsweise über den Verlag Eugen Ulmer über Hausgemachtes und verschiedenste Hausmittel. Dabei reicht das Spektrum ihrer Anleitungen von „A“ wie Aprikosenölseife bis „Z“ wie Ziegenkäse, darunter etwa die Herstellung von Joghurt, Quark und anderen Milchprodukten bis hin zu Naturkosmetika.
Neben ihrer Tätigkeit als Sachbuchautorin arbeitete Bellersen Quirini als Buchhändlerin, Mediatorin und Gästeführerin. Zusätzlich zu ihren Studien der Kulturanthropologie, europäischen Ethnologie und Geschichte hielt sie Lesungen insbesondere über Geschichte und Persönlichkeiten ihrer Wahlheimat Celle.
Als Mitglied und amtierende Präsidentin des Soroptimist International Clubs Celle beteiligte sich Quirini beispielsweise 2020 am Internationalen Tag zur Beseitigung von Gewalt gegen Frauen und im Vorfeld des Internationalem Tags der Menschenrechte an der orangefarbenen Schmückung von 20 Denkmälern und Standbildern im Celler Stadtgebiet.
Cosima Bellersen Quirini ist mit einem  Mediziner verheiratet und Mutter mehrerer Kinder.

## Schriften (Auswahl)
Kinderbücher:
- Bella Q., Johanne Bellersen: Die Allerbande, Bd. 1: Das geheime Labor. Krimi für Kinder, Brammental: Essencia-Verlag, 2010, ISBN 978-3-86879-020-7

Krimis:
- Bella Q.: Celle-Krimi, Oldenburg: Schardt
  - Nummer 1: Die Eisschwestern, 2007, ISBN 978-3-89841-290-2 und ISBN 3-89841-290-3

Stadtgeschichten und Führer:
- 100 besondere Orte in Celle, mit Fotos von Ulrich Loeper, Celle: Schadinsky Verlag, 2013, ISBN 978-3-9812133-3-1 und ISBN 3-9812133-3-5
- 100 weitere besondere Orte in Celle, mit Fotos von Ulrich Loeper, Celle: Schadinsky Verlag, 2016, ISBN 978-3-9812133-7-9 und ISBN 3-9812133-7-8
- 100 besondere Orte im Hegau (Hegau-Bibliothek, Band 177), mit Fotos von Roberta Fele, Celle: Schadinsky Verlag, [2017], ISBN 978-3-9818360-0-4 und ISBN 3-9818360-0-6

Biografien:
- 100 besondere Persönlichkeiten in Celle und dem Cellerland, Celle: Schadinsky Verlag, 2019, ISBN 978-3-9818360-4-2 und ISBN 3-9818360-4-9 und ISBN 978-3-9812133-7-9
- 77 Frauenspuren in Niedersachsen, 1. Auflage, Meßkirch: Gmeiner, 2020, ISBN 978-3-8392-2604-9 und ISBN 3-8392-2604-X

Ratgeber:
- Hausmittel für die ganze Familie. Salben, Wickel und andere Muntermacher, Stuttgart (Hohenheim): Ulmer, 2012, ISBN 978-3-8001-7596-3 und ISBN 3-8001-7596-7